# Cannonball (canción de Showtek)
«Cannonball» es una canción coproducida por el dúo holandés Showtek y el DJ y productor también holandés, Justin Prime. Fue lanzado como sencillo el 29 de noviembre de 2012 por el sello discográfico de Tiësto, Musical Freedom y por Spinnin' Records. Alcanzó la quinta ubicación en las listas de los Países Bajos y Bélgica, y fue certificado con el disco de oro en este último.

## Lista de canciones
| Descarga digital |                           |          |  |
| N.º              | Título                    | Duración |  |
| 1.               | «Cannonball» (Radio edit) | 3:22     |  |
| 2.               | «Cannonball»              | 5:48     |  |

## Posicionamiento en listas y certificaciones

### Listas semanales
| Lista (2012–13)                 | Mejor posición |
| ------------------------------- | -------------- |
| Bélgica (Flandes) (Ultratop 50) | 5              |
| Bélgica (Valonia) (Ultratop 50) | 7              |
| Francia (SNEP)                  | 45             |
| Países Bajos (Dutch Top 40)     | 5              |

### Certificaciones
| País    | Organismo certificador | Certificación | Ventas |
| ------- | ---------------------- | ------------- | ------ |
| Bélgica | BEA                    | Disco de Oro  | 15 000 |

## Cannonball (Earthquake)
El 16 de diciembre de 2013, se lanzó una versión vocal de la canción que incluye las voces del cantante estadounidense Matthew Koma. En el Reino Unido, tuvo su lanzamiento el 11 de abril de 2014, donde logró alcanzar el número 29 en la lista de sencillos.
Esta versión fue estrenada mundialmente en el programa de Pete Tong, emitido por la BBC Radio 1, el 6 de diciembre de 2013.

### Lista de canciones
| Descarga digital – sencillo |                                              |          |  |
| N.º                         | Título                                       | Duración |  |
| 1.                          | «Cannonball (Earthquake)» (con Matthew Koma) | 3:24     |  |

| Descarga digital – Remixes |                                               |          |  |
| N.º                        | Título                                        | Duración |  |
| 1.                         | «Cannonball (Earthquake)» (Radio Mix)         | 3:07     |  |
| 2.                         | «Cannonball (Earthquake)» (Brooks Remix)      | 6:05     |  |
| 3.                         | «Cannonball (Earthquake)» (M&F Remix)         | 4:03     |  |
| 4.                         | «Cannonball (Earthquake)» (Yellow Claw Remix) | 2:58     |  |
| 5.                         | «Cannonball (Earthquake)» (Kryder Remix)      | 4:55     |  |
| 6.                         | «Cannonball (Earthquake)» (Extended Mix)      | 5:55     |  |

### Posicionamiento en listas
| Lista (2014)                            | Mejor posición |
| --------------------------------------- | -------------- |
| Escocia (Scottish Singles Top 40)       | 19             |
| Estados Unidos (Dance/Electronic Songs) | 24             |
| Irlanda (IRMA)                          | 57             |
| Reino Unido (UK Singles Chart)          | 29             |
| Reino Unido (UK Dance Chart)            | 12             |